# Javier Vela
Javier Vela (Madrid, 1981) es un escritor español en lengua castellana.

## Biografía
Javier Vela (Madrid, 1981) se dio a conocer en 2003 con la concesión del Premio Adonais. Desde entonces, su trayectoria como escritor ha sido distinguida con numerosos reconocimientos. Licenciado en Teoría de la Literatura y Literatura Comparada por la Universidad Complutense de Madrid, es autor de los libros de poemas Tiempo adentro (Acantilado, 2006); Imaginario (Visor, 2009), por el que recibió el Premio Loewe a la Joven Creación y el Premio de la Crítica de Madrid; Ofelia y otras lunas (Hiperión, 2012), Hotel Origen (Pre-Textos, 2015), Fábula (Fundación Lara, Vandalia, 2017) y Cuando el monarca espera (Fundación Lara, Vandalia, 2021), Premio Iberoamericano de Poesía Hermanos Machado, así como de la novela La tierra es para siempre (Maclein y Parker, 2019) y el libro de relatos Guía de pasos perdidos (Páginas de Espuma, 2022). Suyos son asimismo tres volúmenes que exploran y diluyen las fronteras entre distintos géneros por lo común estancos: el libro de ficciones hiperbreves Pequeñas sediciones (2017); Libro de las máscaras (2019), conjunto de aforismos y mistificaciones de tradición apócrifa, y Revelaciones de la maestra del arco (2021), a mitad de camino entre la narrativa y el ensayo de ficción. En su faceta como traductor, ha traído a nuestra lengua obras en verso y prosa como El viaje de Grecia, de Jean Moréas (Pre-Textos, 2010), Alfabeto, de Paul Valéry (Pre-Textos, 2018), Días de hambre y miseria, de Neel Doff (Firmamento, 2021), o Ars moriendi, de Michel Onfray (Firmamento, 2022).

## Libros
- Tiempo adentro (poemas). Acantilado, 2006.
- Imaginario (poemas). Visor, 2009.
- Ofelia y otras lunas (poemas). Hiperión, 2012.
- Hotel Origen (poemas). Pre-Textos, 2015.
- Fábula (poemas). Vandalia, Fundación Lara, 2017.
- Pequeñas sediciones (relatos). Menoscuarto, 2017.
- Libro de las máscaras (aforismos). Pre-Textos, 2018.
- La tierra es para siempre (novela). Maclein y Parker, 2019.
- Revelaciones de la maestra del arco (novela). Pre-Textos, 2021.
- Cuando el monarca espera (poemas). Fundación Lara, 2021.
- Guía de pasos perdidos (cuentos). Páginas de Espuma, 2022.

## Exentos
Relatos
- «Nada alrededor». Con ilustraciones de Irma Álvarez-Laviada. Del Centro Editores, Madrid, 2012.

Ensayos
- «El legado simbólico de Vicente Aleixandre», en Vicente Aleixandre. 25 años después. Letra Internacional, n.º 104, 2009.
- «Valente o la campana de cristal», en Pájaros raíces. En torno a José Ángel Valente. Abada Editores, 2010.
- «El viaje de Jean Moréas», en El viaje de Grecia. Pre-Textos, 2010.
- «Herencia panteísta en 'La morada amarilla' de Miguel Hernández», en No sabe andar despacio, Jesús Aguado (ed.), Diputación de Málaga, 2010.
- «Las leyes del recuerdo: Entreguerras». Campo de Agramante, n.º 18, 2013.
- «El lenguaje perdido: juego y conciencia lírica en la poesía de Carlos Edmundo de Ory». Campo de Agramante, n.º 22, 2015.
- «Alfabeto: seis poemas inéditos de Paul Valéry». Cuadernos Hispanoamericanos, n.º 802, 2017.

## Traducciones
- El viaje de Grecia, de Jean Moréas. Pre-Textos, 2010.
- El soplo silencioso de la palabra profética, de Sylvain Le Gall. Revista de Occidente, n.º 373, 2012.
- Alfabeto, de Paul Valéry. Pre-Textos, 2018.
- Días de hambre y miseria, de Neel Doff. Firmamento, 2021.
- El mundo es tuyo, de Martine Delvaux. Firmamento, 2022.
- Ars moriendi, de Michel Onfray. Firmamento, 2022.